# ナムトゥンバ県

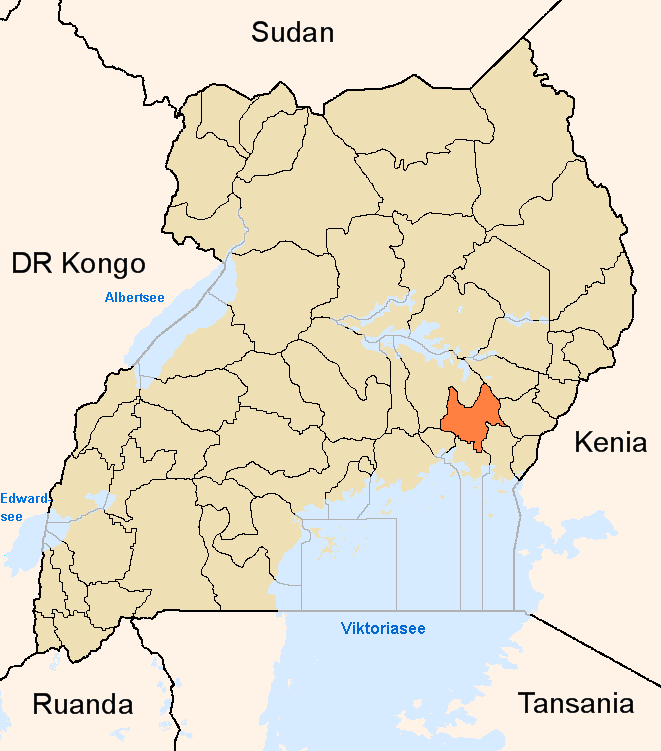
2001年から2005年のイガンガ県、東部がナムトゥンバ県

ナムトゥンバ県 (ナムトゥンバけん、Namutumba District) はウガンダ南東部ブソガ東部の県。2006年7月1日にイガンガ県から北東部のブシキ郡が分割され設置された。ブシキ郡にナムトゥンバTCを含め7の副郡、42の教区が置かれている。2002年の国勢調査人口は 169,691 人。知事に相当する第5地域議会 (LC5) 議長はマイケル・サイレ。

## 隣接する県
北西にカリロ県、南東にブギリ県、ムポロゴマ川の対岸に北東にブケディのパリサ県、南東にブタレジャ県と接する。
- キブク県
- ブタレジャ県
- ブギリ県
- ブグウェリ県
- イガンガ県
- カリロ県